# Мидлендс (Зимбабве)
Мидлендс е една от областите на Зимбабве. Буквалният и превод от английски е Средни Земи. Разположена е в централната част на страната, площта ѝ е 49 166 км², а населението, по данни от 2002, е приблизително 1,5 млн. души.
В областта живеят различни народи – шона, матабеле, тсвана, суту, чеуа и др., като всеки народ има свой собствен език. Столица на Мидленс е третият по големина град в Зимбабве – Гуеру.
Районите на Мидлендс са седем: Чируманзу, Гокуе, Гуеру, Куекуе, Мберенгуа, Шургугуи и Звишаване.

## Население
Численост според преброяванията на населението:
| Година | Население | %±       |
| 2002   | 1 463 993 | —        |
| 2012   | 1 614 941 | +10,31 % |

### Раждаемост, смъртност и естествен прираст
Коефициент на раждаемост, смъртност и естествен прираст, според данни на НСИ на Зимбабве през годините (средно на 1000 души):
|      | Раждаемост | Смъртност | Естествен прираст |
| 2002 | 31.29      | 18.64     | 12.65             |
| 2012 | 31.70      | 10.10     | 21.60             |